# Färöischer Fußballpokal 2010
Der Färöische Fußballpokal 2010, ebenfalls bekannt als Løgmanssteypið 2010, fand zwischen dem 20. März und 6. August 2010 statt und wurde zum 56. Mal ausgespielt. Im Endspiel, welches in der Injector Arena in Klaksvík auf Kunstrasen ausgetragen wurde, siegte EB/Streymur mit 1:0 gegen ÍF Fuglafjørður und konnte den Pokal somit zum dritten Mal gewinnen. Zudem nahm EB/Streymur dadurch an der 2. Qualifikationsrunde zur UEFA Europa League 2011/12 teil.
EB/Streymur und ÍF Fuglafjørður belegten in der Meisterschaft die Plätze zwei und vier. Mit FC Hoyvík erreichte ein Zweitligist das Viertelfinale. Titelverteidiger Víkingur Gøta schied hingegen im Halbfinale aus.

## Teilnehmer
Teilnahmeberechtigt waren alle 19 A-Mannschaften der vier färöischen Ligen. Im Einzelnen waren dies:
| Vodafonedeildin | 1. Deild                                    | 2. Deild             | 3. Deild                      |
| AB Argir B36 Tórshavn B68 Toftir B71 Sandur EB/Streymur FC Suðuroy HB Tórshavn ÍF Fuglafjørður NSÍ Runavík Víkingur Gøta | 07 Vestur FC Hoyvík KÍ Klaksvík TB Tvøroyri | MB Miðvágur Skála ÍF | FF Giza Royn Hvalba Undrið FF |

## Modus
Sämtliche Erstligisten sowie drei ausgeloste Zweitligisten waren für die 1. Runde gesetzt. Die verbliebenen Mannschaften spielten in einer Runde die restlichen drei Teilnehmer aus. Alle Runden wurden im K.-o.-System ausgetragen.

## Qualifikationsrunde
Die Partien der Qualifikationsrunde fanden am 20. März statt.
|             | Ergebnis  |           |
| ----------- | --------- | --------- |
| FF Giza     | 1:2 (1:2) | Undrið FF |
| MB Miðvágur | 0:2 (0:2) | Skála ÍF  |
| Royn Hvalba | 1:2 (1:1) | FC Hoyvík |

## 1. Runde
Die Partien der 1. Runde fanden am 27. März und 21. April statt.
|             | Ergebnis             |                 |
| ----------- | -------------------- | --------------- |
| AB Argir    | 3:1 n. V. (1:1, 0:0) | KÍ Klaksvík     |
| B68 Toftir  | 3:0 (0:0)            | 07 Vestur       |
| B71 Sandur  | 2:4 n. V. (2:2, 0:1) | Víkingur Gøta   |
| EB/Streymur | 1:0 n. V. (0:0, 0:0) | NSÍ Runavík     |
| FC Hoyvík   | 2:0 (1:0)            | TB Tvøroyri     |
| HB Tórshavn | 0:1 (0:0)            | B36 Tórshavn    |
| Undrið FF   | 10:1 (0:0) 1         | ÍF Fuglafjørður |
| FC Suðuroy  | 16:1 (3:0) 2         | Skála ÍF        |

## Viertelfinale
Die Viertelfinalpartien fanden am 25. April statt.
|                 | Ergebnis                         |              |
| --------------- | -------------------------------- | ------------ |
| FC Hoyvík       | 1:7 (0:4)                        | B36 Tórshavn |
| FC Suðuroy      | 1:4 (1:1)                        | EB/Streymur  |
| ÍF Fuglafjørður | 3:2 n. V. (2:2, 0:1)             | B68 Toftir   |
| Víkingur Gøta   | 1:1 n. V. (1:1, 1:0) (4:3 i. E.) | AB Argir     |

## Halbfinale
Die Hinspiele im Halbfinale fanden am 20. Mai statt, die Rückspiele am 8. Juni.
|                 | Gesamt |               | Hinspiel  | Rückspiel |
| --------------- | ------ | ------------- | --------- | --------- |
| B36 Tórshavn    | 2:3    | EB/Streymur   | 2:1 (0:1) | 0:2 (0:0) |
| ÍF Fuglafjørður | 4:2    | Víkingur Gøta | 1:2 (1:2) | 3:0 (1:0) |

## Finale
Das Endspiel sollte ursprünglich am 29. Juli beziehungsweise 1. August im Gundadalur-Stadion in Tórshavn auf Kunstrasen ausgetragen werden, wurde jedoch für den 6. August nach Klaksvík verlegt.
| Paarung         | EB/Streymur – ÍF Fuglafjørður |
| Ergebnis        | 1:0 (1:0) |
| Datum           | 6. August 2010 |
| Stadion         | Injector Arena, Klaksvík |
| Zuschauer       | 2544 |
| Schiedsrichter  | Ransin Napoleon Djurhuus (Tórshavn) |
| Tore            | 1:0 Sorin Anghel (25.) |
| EB/Streymur     | René Tórgarð – Gert Aage Hansen, Dánjal S. Davidsen, Egil á Bø – Pauli G. Hansen, Marni Djurhuus, Daniel Udsen, Brian Olsen (66. Pætur Dam Jacobsen) – Sorin Anghel (84. Arnar Dam), Arnbjørn T. Hansen, Gudmund Nielsen (74. Hans Pauli Samuelsen) Cheftrainer: Heðin Askham                                                    |
| ÍF Fuglafjørður | Jákup Mikkelsen – Áki Petersen, Poul Ennigarð, Bartal Eliasen – Nenad Saric, Karl Løkin, Aleksandar Jovevic (65. Jan Ó. Ellingsgaard/Frank H. Poulsen), Fritleif í Lambanum (58. Dánjal á Lakjuni), Høgni J. Zachariassen – Andy Ó. Olsen (65. Jan Ó. Ellingsgaard/Frank H. Poulsen), Øssur M. Dalbúð Cheftrainer: Abraham Løkin |
| Gelbe Karten    | Egil á Bø – Høgni J. Zachariassen, Bartal Eliasen |

## Torschützenliste
Bei gleicher Anzahl von Treffern sind die Spieler nach dem Nachnamen alphabetisch geordnet.
| Platz | Spieler             | Verein          | Tore |
| ----- | ------------------- | --------------- | ---- |
| 1     | Súni Olsen          | Víkingur Gøta   | 05   |
| 2     | Arnbjørn T. Hansen  | EB/Streymur     | 03   |
| 2     | Jørgin Meitilberg   | FC Hoyvík       | 03   |
| 4     | Sorin Anghel        | EB/Streymur     | 02   |
| 4     | Evrard Ble          | AB Argir        | 02   |
| 4     | Jákup á Borg        | B36 Tórshavn    | 02   |
| 4     | Øssur M. Dalbúð     | ÍF Fuglafjørður | 02   |
| 4     | Hjalgrím Elttør     | B36 Tórshavn    | 02   |
| 4     | Ndende Adama Guéye  | B68 Toftir      | 02   |
| 4     | Bárður Olsen        | B36 Tórshavn    | 02   |
| 4     | Jón Krosslá Poulsen | FC Suðuroy      | 02   |